# Пространство Фреше
Пространство Фреше — полное локально выпуклое пространство, топология которого может быть задана метрикой. Названо в честь Мориса Фреше.
Частными случаями пространств Фреше являются банаховы пространства. Пространства Фреше сохраняют ряд важных свойств банаховых пространств, и это делает их удобными моделями локально выпуклых пространств в математике. В частности, в классе пространств Фреше справедливы 
- Теорема Бэра,
- Принцип равномерной ограниченности,
- Теорема Банаха об открытом отображении,
- Теорема Банаха об обратном операторе.

Все пространства Фреше стереотипны. В теории стереотипных пространств двойственными объектами к пространствам Фреше являются пространства Браунера.

## Примеры
- Всякое банахово пространство {\displaystyle X} является пространством Фреше.

- Если {\displaystyle M} — σ-компактное локально компактное топологическое пространство, то пространство {\displaystyle {\mathcal {C}}(M)} непрерывных функций на {\displaystyle M} с топологией равномерной сходимости на каждом компакте является пространством Фреше.

- Если {\displaystyle M} — вещественное гладкое многообразие, то пространство {\displaystyle {\mathcal {C}}^{\infty }(M)} гладких функций на {\displaystyle M} с топологией равномерной сходимости на каждом компакте по каждой производной является пространством Фреше.

- Если {\displaystyle M} — комплексное многообразие, то пространство {\displaystyle {\mathcal {O}}(M)} голоморфных функций на {\displaystyle M} с топологией равномерной сходимости на каждом компакте является пространством Фреше.